# Final da Taça dos Clubes Campeões Europeus de 1989-90
A Final da Taça dos Clubes Campeões Europeus de 1989-90 foi uma partida de futebol entre o Milan da Itália e o Benfica de Portugal, disputada em 23 de Maio de 1990 no Praterstadion em Viena, Áustria. O golo da vitória veio aos 68 minutos para o Milan, quando Alessandro Costacurta passou a bola para Marco van Basten, que então a soltou para Frank Rijkaard, que passou pela defesa adversária e fez o único golo da partida.
Antes de 2017, o Milan foi a última equipa a defender o troféu depois de vencê-lo na temporada anterior.

## Caminho para a final
| AC Milan          | AC Milan | AC Milan | AC Milan      | Fase             | Benfica         | Benfica | Benfica | Benfica |
| ----------------- | -------- | -------- | ------------- | ---------------- | --------------- | ------- | ------- | ------- |
| Oponente          | Total    |          | 2º jogo       |                  | Oponente        | Total   | 1º jogo | 2º jogo |
| HJK Helsinki      | 5–0      | 4–0 (C)  | 1–0 (F)       | Primeira fase    | Derry City      | 6–1     | 2–1 (F) | 4–0 (C) |
| Real Madrid       | 2–1      | 2–0 (C)  | 0–1 (F)       | Segunda fase     | Budapest Honvéd | 9–0     | 2–0 (F) | 7–0 (C) |
| Mechelen          | 2–0      | 0–0 (F)  | 2–0 (d.p) (C) | Quartas de final | Dnipro          | 4–0     | 1–0 (C) | 3–0 (F) |
| Bayern de Munique | 5–1      | 1–0 (C)  | 1–2 (d.p) (F) | Semifinal        | Marselha        | 2–2 (f) | 1–2 (F) | 1–0 (C) |

## Detalhes
| 23 de maio de 1990 | Milan        | 1–0 | Benfica | Praterstadion, Viena                 |
|                    | Rijkaard 68' |     |         | Público: 57,500 Árbitro: Helmut Kohl |

| Milan | Benfica |

| GK            | 1  | Giovanni Galli        |  |     |
| RB            | 2  | Mauro Tassotti        |  |     |
| LB            | 3  | Paolo Maldini         |  |     |
| RM            | 4  | Angelo Colombo        |  | 90' |
| CB            | 5  | Alessandro Costacurta |  |     |
| CB            | 6  | Franco Baresi (c)     |  |     |
| CM            | 7  | Carlo Ancelotti       |  | 75' |
| CM            | 8  | Frank Rijkaard        |  |     |
| CF            | 9  | Marco van Basten      |  |     |
| CF            | 10 | Ruud Gullit           |  |     |
| LM            | 11 | Alberigo Evani        |  |     |
| Reservas:     |    |                       |  |     |
| GK            | 12 | Andrea Pazzagli       |  |     |
| DF            | 13 | Filippo Galli         |  | 90' |
| FW            | 14 | Daniele Massaro       |  | 75' |
| FW            | 15 | Marco Simone          |  |     |
| FW            | 16 | Stefano Borgonovo     |  |     |
| Treinador:    |    |                       |  |     |
| Arrigo Sacchi |    |                       |  |     |

| GK                  | 1  | Silvino (c)     |     |     |
| RB                  | 2  | José Carlos     |     |     |
| CB                  | 3  | Ricardo Gomes   | 65' |     |
| CB                  | 4  | Samuel          |     |     |
| LB                  | 5  | Aldair          | 40' |     |
| RW                  | 6  | Jonas Thern     |     |     |
| CM                  | 7  | Vítor Paneira   |     | 76' |
| CM                  | 8  | António Pacheco |     | 60' |
| DM                  | 9  | Hernâni         |     |     |
| LW                  | 10 | Valdo           |     |     |
| CF                  | 11 | Mats Magnusson  |     |     |
| Reservas:           |    |                 |     |     |
| GK                  | 12 | Manuel Bento    |     |     |
| DF                  | 13 | Fernando Mendes |     |     |
| MF                  | 14 | Diamantino      |     |     |
| FW                  | 15 | César Brito     |     | 60' |
| FW                  | 16 | Vata            |     | 76' |
| Treinador:          |    |                 |     |     |
| Sven-Göran Eriksson |    |                 |     |     |

| Árbitros assistenetes: Hubert Forstinger (Áustria) Heinz Holzmann (Áustria) Quarto árbitro: Friedrich Kaupe (Áustria) | Regras do jogo - 90 minutos. - 30 minutos de prolongamento se necessário. - Desempate por penáltis se continuar empatado. - 5 jogadores no banco. - Máximo de duas substituições. |